# Fernando Cento

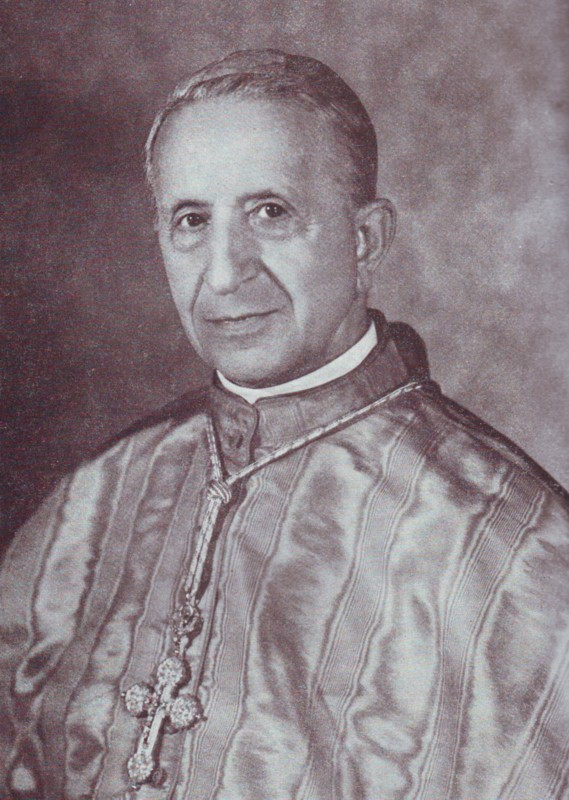
Fernando Kardinal Cento

Fernando Kardinal Cento (* 10. August 1883 in Pollenza, Provinz Macerata, Italien; † 13. Januar 1973 in Rom) war Bischof des Bistums Acireale und vatikanischer Diplomat.

## Leben
Fernando Cento studierte in Macerata und Rom die Fächer Katholische Theologie und Philosophie. Er empfing am 23. Dezember 1905 das Sakrament der Priesterweihe und unterrichtete anschließend im Seminar von Macerata. Von 1916 bis 1918 versah er die Aufgabe des Sekretärs beim päpstlichen Majordomus. 1917 verlieh ihm Papst Benedikt XV. den Titel eines Päpstlichen Geheimkämmerers, 1919 ernannte er ihn zum Kanoniker der Kathedrale von Macerata, wo Fernando Cento die Diözesanzeitung Il Cittadino gründete und herausgab.
1922 wurde er zum Bischof von Acireale ernannt. Die Bischofsweihe spendete ihm Giovanni Kardinal Tacci Porcelli, Sekretär der Kongregation für die orientalischen Kirchen, am 3. September 1922; Mitkonsekratoren waren Domenico Pasi, Bischof von Macerata-Tolentino, und Placido Ferniani, Bischof von Ruvo e Bitonto. Papst Pius XI. ernannte Fernando Cento 1926 zum Apostolischen Nuntius in Venezuela, 1936 betraute er ihn mit der gleichen Aufgabe in Peru. Papst Pius XII. ernannte ihn 1940 zum Apostolischen Nuntius für Belgien und Luxemburg. 1953 war Fernando Cento Päpstlicher Sondergesandter anlässlich der Krönungsfeierlichkeiten für Königin Elisabeth II. Im gleichen Jahr wurde ihm die Leitung der Apostolischen Nuntiatur in Portugal übertragen.
Papst Johannes XXIII. nahm ihn am 15. Dezember 1958 als Kardinalpriester mit der Titelkirche Sant’Eustachio in das Kardinalskollegium auf. Sowohl unter Papst Johannes XXIII. als auch unter Papst Paul VI. fungierte Fernando Cento bei zahlreichen Anlässen in Italien und im Ausland als Päpstlicher Gesandter. Am 23. April 1965 wurde er zum Kardinalbischof von Velletri ernannt.
Er starb am 13. Januar 1973 in Rom und wurde in der Pfarrkirche von Pollenza beigesetzt.

## Ehrungen
- 1949 wurde er mit dem Großkreuz des Ordens de Isabel la Católica ausgezeichnet.
- 1955 wurde er mit dem Großen Verdienstkreuz mit Stern und Schulterband des Verdienstordens der Bundesrepublik Deutschland ausgezeichnet.